# Castleford

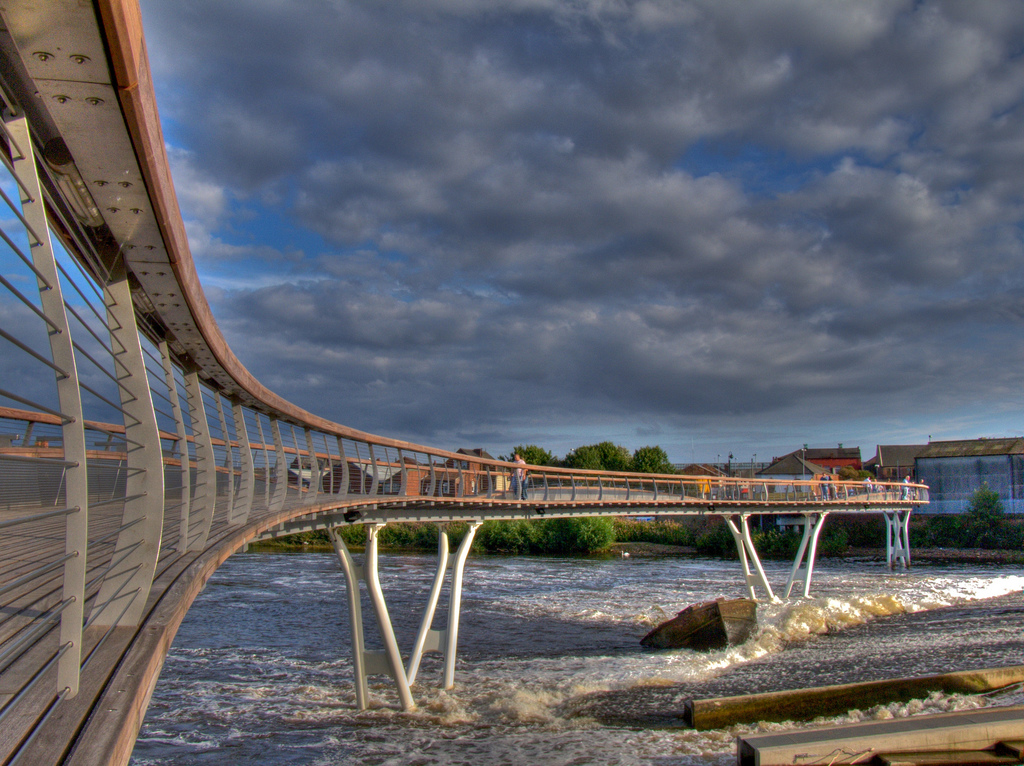
Pont sobre el riu Aire a Castleford el 2008

Castleford és un assentament romà històric i és el més gran dels cinc municipis de l'àrea metropolitana de la ciutat de Wakefield a West Yorkshire (Anglaterra) i té una població de 39.192 habitants. Històricament forma part del West Riding de Yorkshire, al nord de la ciutat el riu Calder s'uneix al riu Aire i al canal navegable que comparteixen. La ciutat és el lloc de naixement de l'escultor Henry Moore i la seu de l'equip de Rugbi a 13 dels Castleford Tigers.